# Megalomyrmex leoninus
Megalomyrmex leoninus är en myrart som beskrevs av Auguste-Henri Forel 1885. Megalomyrmex leoninus ingår i släktet Megalomyrmex och familjen myror. Inga underarter finns listade i Catalogue of Life.

## Bildgalleri

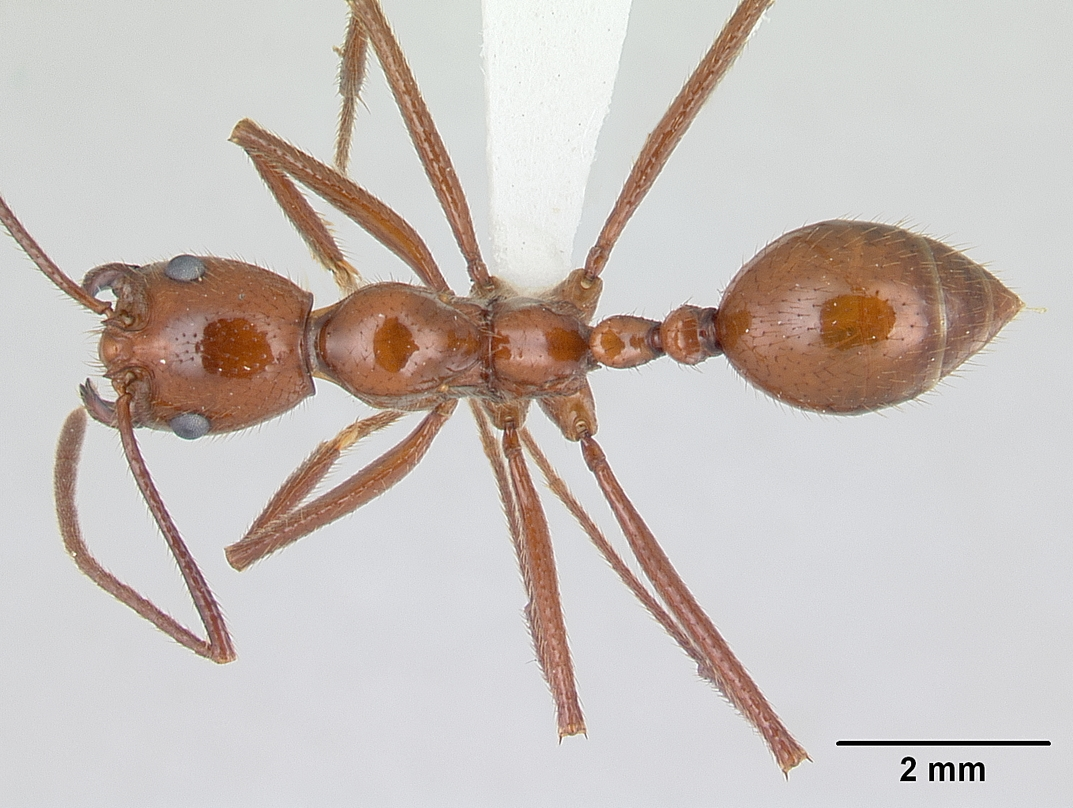
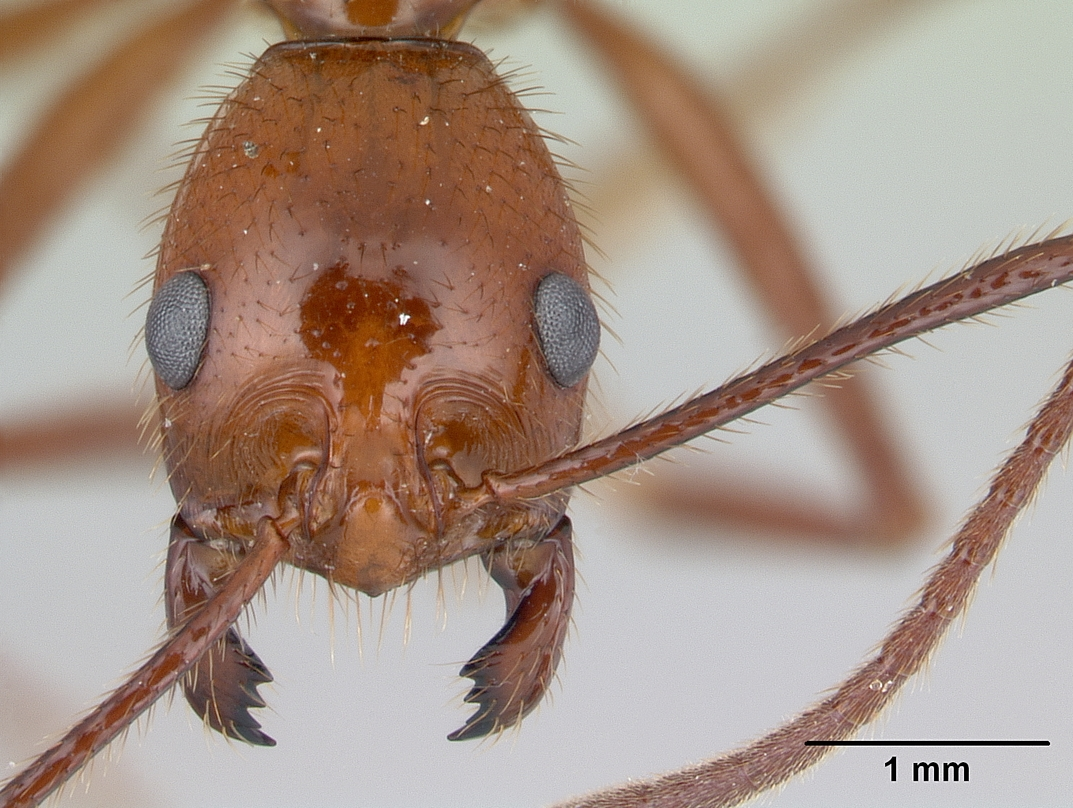
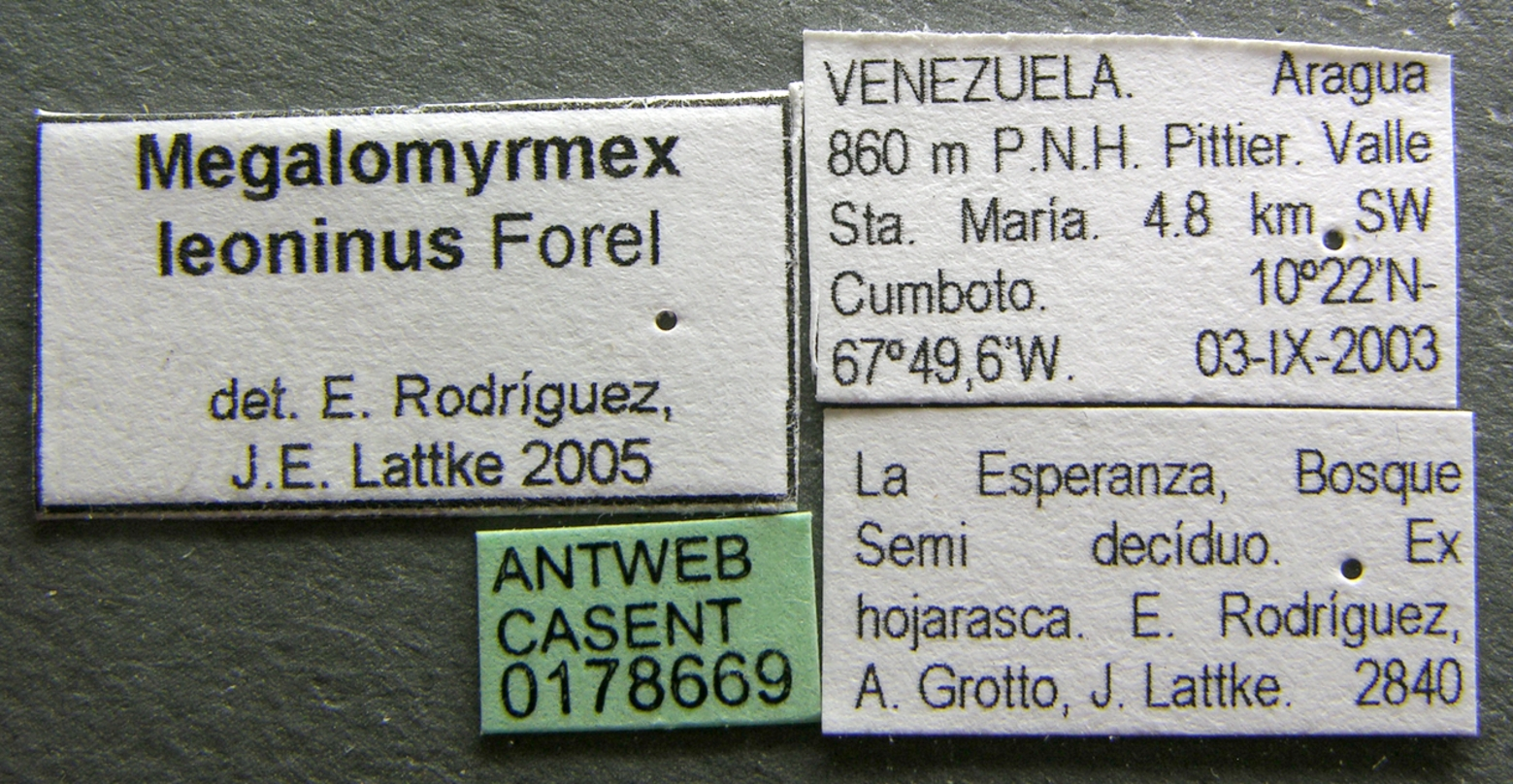
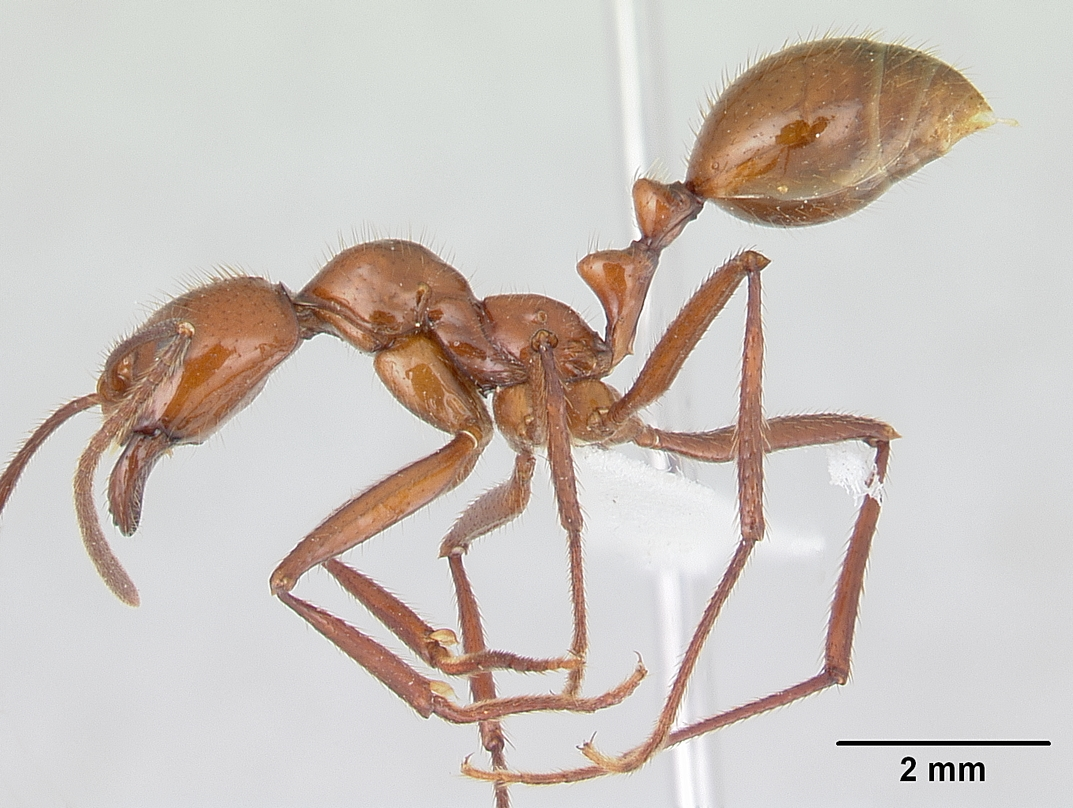